# Вела Ладрон
Вела Ладрон или Латронес (? — 1174) — испанский дворянин, правивший баскскими графствами Алава, Бискайя и Гипускоа. Он наследовал своему отцу в качестве графа Алавы в 1155 или 1156 году. Он приобрел Бискайю около 1160 года и Гипускоа около 1162 года. Он был фактически независимым принцем, способным разделить свою верность между королями Кастилии и Наварры.

## Сын Ладрона (ок. 1136—1155)
Семья Вела происходила от тезки Велы Ладрона, Велы Аснареса, наваррского дворянина из Гипускоа времен правления короля Санчо IV (1054—1076). Местная династия, члены семьи постоянно правили Алавой в 1131—1179 году. Вела Ладрон был старшим сыном графа Ладрона Иньигеса, который правил теми же баскскими графствами с той же разделенной лояльностью. (Фамилия Велы, Ладрон или Латронес, просто указывает на имя его отца. У Велы было два сына: Хуан Велас, который наследовал ему в Алаве, и Педро Велас. Педро владел tenancies Мальвесина в 1174 году, Арлузея в 1189—1194 годах и Айзорроза в 1194 году. Его сын, Ладрон Перес, владел замком Хавьер в 1217 году.
Как и его отец, Вела Ладрон был мирским братом Ордена тамплиеров. Согласно списку братьев-мирян, составленному в XII веке, он обязался ежегодно жертвовать ордену по одному мараведи в День Святого Михаила и снабжать его после своей смерти одной лошадью с рыцарским снаряжением. Его сын Педро также присоединился к ордену как брат-мирянин.
Когда в 1136 году началась война между королем Кастилии и Леона Альфонсо VII и королем Гарсиа Рамиресом Наваррским, земли графа Ладрона были разграблены, а сам граф попал в плен воинами Альфонсо. 14 сентября Ладрон принес оммаж Альфонсо за графство Алава, перейдя на службу от короля Наварры к королю Кастилии. Однако Гипускоа и Бискайя, вероятно, оставались вне контроля Кастилии. Вполне вероятно, что эти земли находились в ведении Велы во время пленения Ладрона, поскольку сын графа к тому времени уже был взрослым. В 1137 году Вела наследовал своему отцу в tenancy Айбар в центре Наварры. Он все еще владел им в 1147 году, но к 1150 году «граф Ладрон снова правил в Айбаре, а сеньор Вела — в Легуине» .
21 ноября 1150 года король Наварры Гарсиа Рамирес умер, и ему наследовал его семнадцатилетний сын Санчо VI. Хотя Санчо вскоре возобновил оммаж кастильской короне, которую его отец принес Альфонсо VII, 27 января 1151 года король Леона и Кастилии заключил секретный договор в Туделе с графом Рамоном Беренгером IV, регентом королевства Арагон, по которому они согласились разделить между собой Наварру. Исполнение этого договора зависело от способности короля Санчо VI добиться лояльности наваррцев: Альфонсо не собирался дестабилизировать Наварру, если она окажется верным вассалом Леона-Кастилии. Шесть недель, последовавших за актом почтения (и тайным договором), молодой король Санчо провел при дворе Альфонсо VII в Северо-Восточной Кастилии. Вместе с двумя правителями в течение этих шести недель присутствовали их пограничные магнаты Родриго Перес де Азагра из Наварры, Ладрон Иньигес и Вела Ладрон из Кастилии.

## Кастильский граф (1155 — ок. 1162)
Последний раз Ладрон появляется в хронике 23 июля 1155 года и, вероятно, вскоре после этого умер. К июлю 1156 года ему наследовал его сын Вела. Вела Ладрон подписала кастильский документ, датированный 18 сентября 1155 года, без титула «граф». На следующий год он уже был возведен в графское достоинство, как и его отец. В последние два года правления короля Кастилии и Леона Альфонсо VII, в 1156 и 1157 годах, Вела Ладрон подписал четырнадцать королевских грамот в качестве графа . Хотя графский титул был пожалован короной и прочно ассоциировался с теми, кто регулярно посещал суд, он, как и в случае Велы, иногда рассматривался как полунаследственное достоинство и мог быть присоединен к любому земельному владению графа. Вела не была постоянным гостем при дворе короля Альфонсо. Он присутствовал только тогда, когда этого требовали его интересы или когда интересы короля находились поблизости от Алавы, но его графский титул всегда признавался. Пять хартий Альфонсо VII называют Велу «графом Наваррским», хотя он и не управлял старым графством Наварра создан в 1087 году. В одной из этих хартий наваррский король Санчо VI также расписывается, косвенно признавая титул Велы.
Хотя Вела Ладрон был непоколебим в своей верности Кастилии во время правления Альфонсо VII, он действительно держал в Наварре земли, возможно, когда-то принадлежавшие его отцу. Два частных документа 1156 года записывают Велу как «правящего» землями Мурильо, к юго-востоку от Памплоны в Наварре; Резу, близ Калаорры в Кастилии; и Граньон в Ла-Риохе (часть Кастилии). Другой частный документ от 10 февраля 1156 года упоминает его как арендатора в Артахоне (в Наварре) и один от 26 июля 1157 года как арендатора в Салинас-де-Аньяна (в Алаве). В Мурильо Вела нанял алькаида по имени Педро Хименес де Гонгора.
Вела продолжал служить преемнику Альфонсо VII на посту короля Кастилии, его старшему сыну Санчо III. Самый последний документ, поступивший от двора Санчо III, датированный 30 июля 1158 года, был засвидетельствован «графом Велой Алавским». Однако до смерти Альфонсо Вела Ладрон никогда не видел грамоты короля Наваррского, подразумевающей, что он никогда не посещал наваррский двор, за исключением тех случаев, когда он, будучи вассалом Кастилии, присутствовал там. Однако в 1157 году Вела Ладрон засвидетельствовал грамоту Санчо VI. После смерти Санчо III в 1158 году Вела Ладрон первоначально признал его преемником, ребенка-короля Альфонсо VIII, но он также продолжал посещать наваррский двор, где примерно с 1160 года он был признан графом не только в Алаве, но и в Бискайе, а примерно с 1162 года — в Гипускоа. Свидетельства того, что Лопе Диас из дома Аро был сеньором Бискайи в 1162 году, предполагают, что, возможно, власть была разделена, и Вела контролировал только Дурангесадо, а Лопе Диас де Аро все еще удерживал свое родовое господство в центральной части Бискайи. Его власть над Алавой была полной. Одна запись от 1161 года даже указывает, что он был графом «во всей Алаве».

## Наваррский граф (ок. 1162—1174)

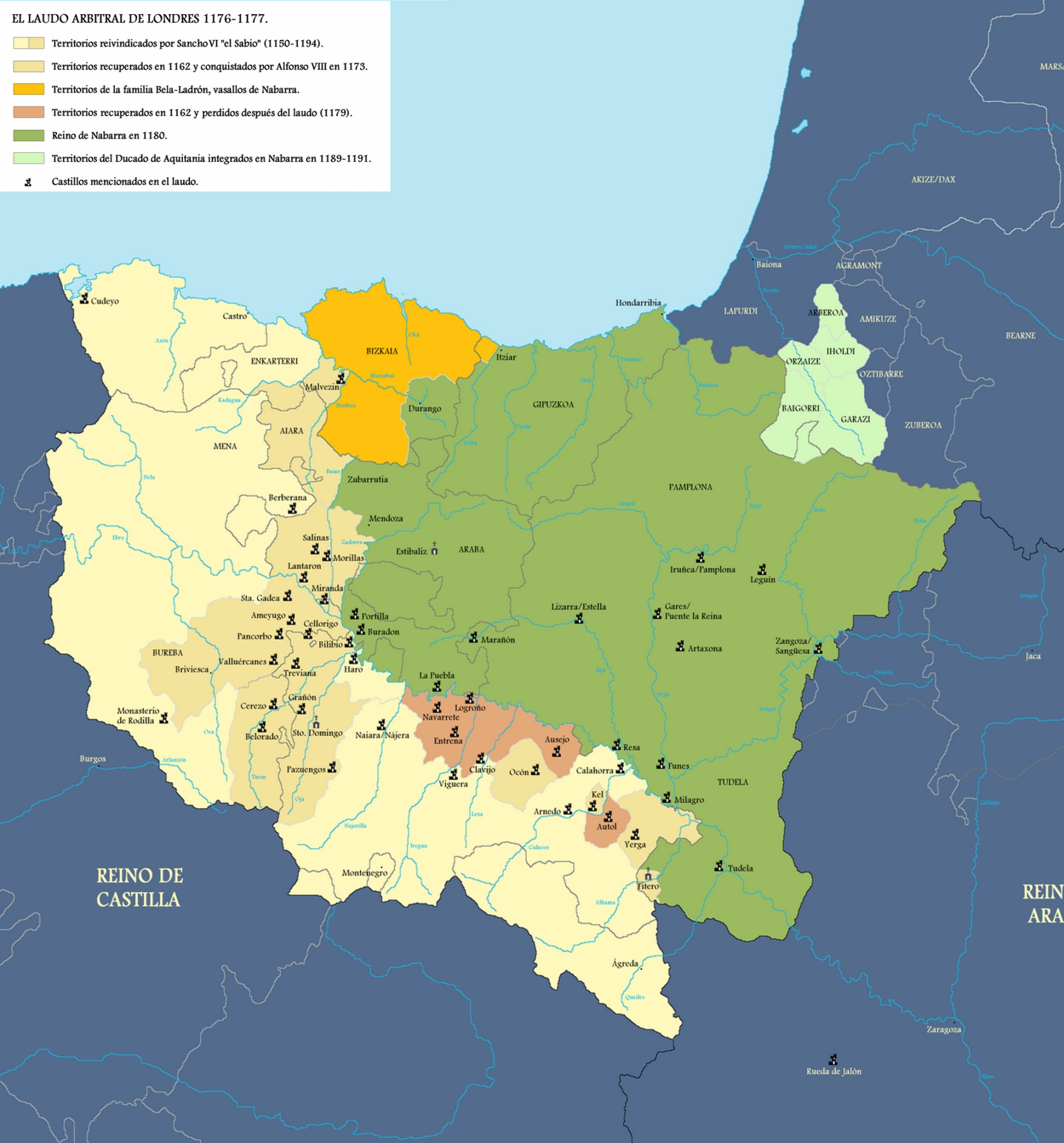
Территориальные изменения между Наваррой и Кастилией при Санчо VI и Альфонсо VIII

В 1160 году Вела Ладрон был свидетелем концессии, предоставленной королем Санчо VI Ордену тамплиеров. 7 июля 1160 года, 11 марта 1162 года, 29 ноября 1164 года и, наконец, 22 февраля 1166 года, он появился при кастильском дворе, где регентство осуществлял граф Манрике Перес де Лара, который также опекал молодого короля с марта 1161 года. В течение этих лет в Кастилии периодически происходила гражданская война между домами Лара и Кастро из-за регентства в королевстве и опекунства над королем, обязанности которого до 1161 года были разделены между ними. Таким образом, центральная власть, призванная принудить Велу к верности, была слаба. Именно в эти годы следует датировать окончательный разрыв между графом Алавой и кастильской короной. Между октябрем 1162 и январем 1163 года король Санчо VI вторгся в Кастилию, заняв Ла-Риоху и большую часть Старой Кастилии. Иногда предполагают, что Санчо завоевал баскские земли, но нет никаких записей о военных действиях там в это время, и более вероятно, что вела просто воспользовался вторжением наваррцев на юг, чтобы укрепить свое независимое положение. Он, должно быть, принимал участие или, по крайней мере, потворствовал атакам наваррцев вокруг Миранда-де-Эбро и к западу от реки Байас.
В этот период гражданской войны и вторжения в 1160—1166 годах власть Велы Ладрона над Алавой оставалась сильной, и он по-прежнему упоминается как граф в наваррских документах. Нет никаких свидетельств после этого периода, что он признавал власть короля Кастилии Альфонсо VIII. Также он не признавал церковную власть Родриго Касканте, епископа Калаорры, в чьей епархии находились Страна Басков. После разрыва Велы с Кастилией церковь в баскских провинциях стала фактически независимой от своего духовного настоятеля. Это было бы в интересах мирян-владельцев церквей и монастырей, многие из которых были родственниками Велы Ладрон.
3 апреля 1173 года Вела Ладрон находился при дворе короля Кастилии Альфонсо VIII, где его называли сеньором Авилы. Последний раз он был записан 28 июля 1174 года, также при дворе Альфонсо. Вскоре после этого, в ноябре 1174 года, он скончался. Только с его смертью конфликт между Кастилией и Наваррой перекинулся на Алаву и Бискайю, которые король Альфонсо VIII захватил в 1175 году. Сын Велы Хуан правил Алавой до 1179 года, когда она была уступлены Наварре по договору, и Санчо передал их Диего Лопесу II, сыну Лопе Диаса.